# Bernhard Schir
Bernhard Schir, né le 24 janvier 1963 à Innsbruck, est un acteur allemand.

## Filmographie

### Cinéma
- 1994 : Im Schatten des Führers de Jürgen Kaizik
- 2012 : Mein verrücktes Jahr in Bangkok (de) de Sigi Rothemund - Cristof Kremer

### Télévision
- 1996 – 2001 : OP ruft Dr. Bruckner - Dr. Thomas Bruckner
- 1998 : Le Dernier Témoin - Dr. Herbert Merkbach
- 1998 : Herzflimmern - Arnie
- 2001 : Tatort : Böses Blut - Pfarrer Bruno Santner
- 2004 : Un papa en or - Leo Fink
- 2004 : Une vie pour deux - Karl Römer
- 2004-2006 : Les Bonheurs de Sophie - Roman Lehnhard
- 2006 : Unter weißen Segeln – Träume am Horizont - Holger Mertens
- 2006 : Am Ende des Schweigens - Alexander Hoffmann
- 2007 : Le Bonheur au bout du monde - Werner Sommer
- 2007 : Drei teuflisch starke Frauen – Eine für alle - Claus Holzmann
- 2008 : La mère Noël - Paul Weber
- 2008 : Lilly Schönauer – Und dann war es Liebe - Phillip Mertens
- 2008 : Mon mari, mon ennemi - Christian Podiak
- 2010 : Les Chemins du bonheur - Frank Klaus
- 2010 : Vom Ende der Liebe - Lukas
- 2010] : Die Zeit der Kraniche
- 2011 : Achtung Arzt!
- 2011 : Nina Undercover – Agentin mit Kids - Wolf Geiger
- 2011 : Die Löwin : Felix
- 2011 : Das Wunder von Kärnten - Plägauer
- 2011 : Nur der Berg kennt die Wahrheit - Jörg
- 2012 : Un cas pour deux : Le grand amour (saison 31, épisode 5) - Georg Quast
- 2012 : L'Ombre de la vengeance - Hannes Schlink
- 2012 : Wilsberg : Halbstark : Schulzendorf
- 2012 : Tatort : Wegwerfmädchen - Hajo Kaiser
- 2012 : Tatort : Das goldene Band - Hajo Kaiser
- 2012 : Le troisième œil - L'ange de la vengeance - Josef Bacher
- 2012 : Labyrinthe - Paul Authie
- 2013 : SOKO Köln – Der Kinderzimmermillionär - Maximilian Leander / Jochen Miklau
- 2013 : Tatort : Die Wahrheit stirbt zuerst - Johannes Bittner
- 2013 : Un amour à la campagne - Felix Hauser
- 2013 : Ein Sommer in Portugal (de) - Ben